# Epigiaura trachylepis
Epigiaura trachylepis är en fjärilsart som beskrevs av Louis Beethoven Prout 1927. Epigiaura trachylepis ingår i släktet Epigiaura och familjen trågspinnare. Inga underarter finns listade i Catalogue of Life.